# Alfred Löwengard

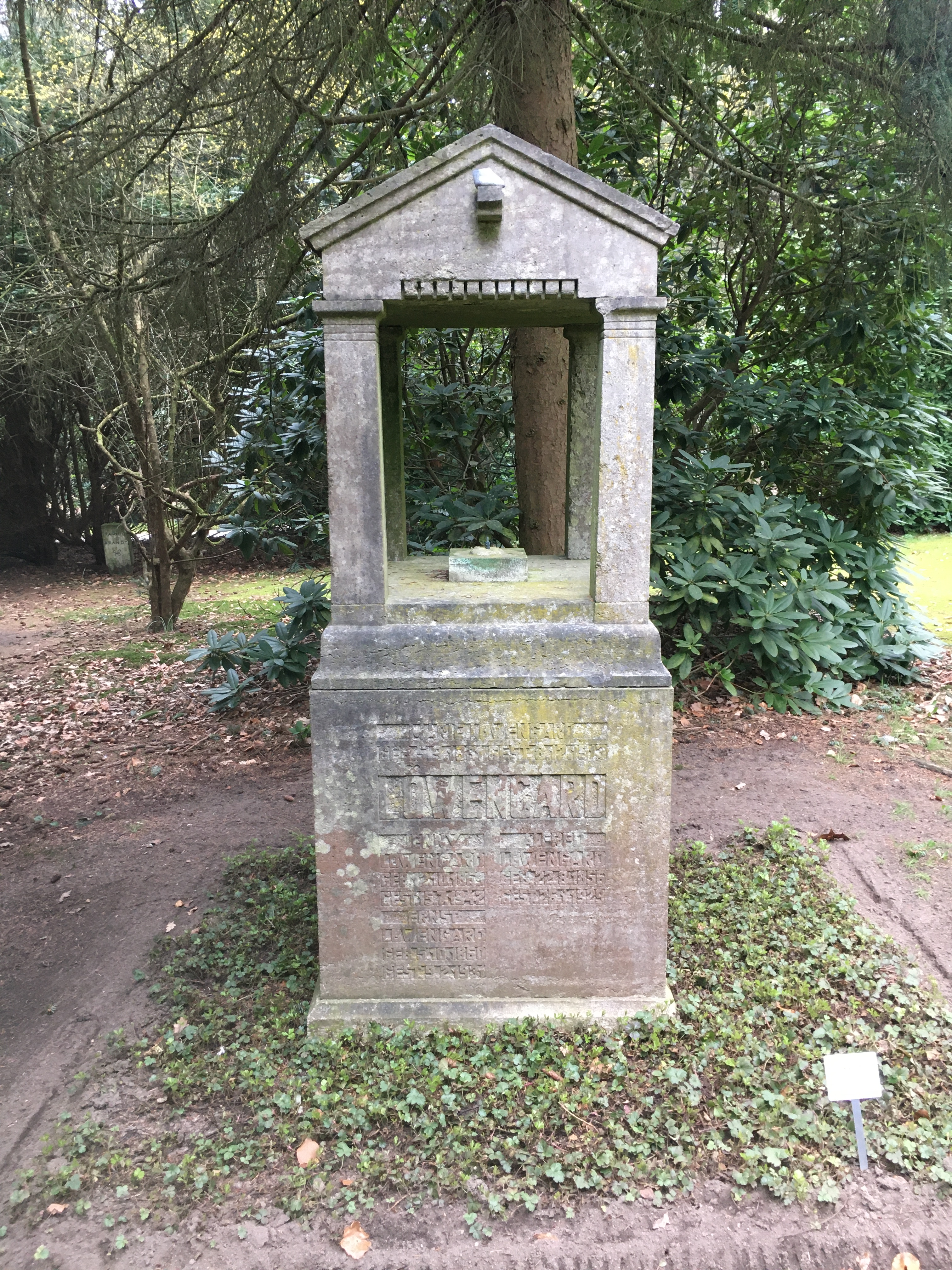
Grabstätte Alfred Löwengard auf dem Friedhof Ohlsdorf

Alfred Leopold Löwengard (* 22. August 1856 in Hamburg; † 26. Januar 1929 ebenda) war ein deutscher Architekt.

## Familie
Alfred Löwengard war der Sohn von Leopold Löwengard (1817–1880) und dessen Frau Marianne Nannette geb. Gans (1831–1913). Sein Vater führte am Hamburger Neuen Wall ein Antiquitätengeschäft. Löwengard heiratete am 5. Juni 1894 Jenny Kanitz (1869–1942), mit der er zwei Töchter und zwei Söhne hatte. Einer von ihnen war der Maler Kurt Löwengard. Er starb 72-jährig in seiner Geburtsstadt und wurde auf dem dortigen Friedhof Ohlsdorf im Planquadrat Z 13 südwestlich des Nordteichs beigesetzt.

## Leben
Alfred Löwengard studierte Architektur an der Universität Stuttgart und arbeitete  zunächst in Wien bei Gottfried Semper und Carl von Hasenauer, dann in Hamburg bei Manfred Semper und Martin Haller, ehe er sich in Frankfurt am Main selbstständig machte. Ende der 1870er-Jahre kehrte er endgültig nach Hamburg zurück und schuf insbesondere hier eine Reihe von Villen, Geschäfts- und Stiftsgebäuden.
1879 trat Löwengard dem Architekten- und Ingenieurverein Hamburg bei und übernahm dort diverse Ämter. Anlässlich seines 70. Geburtstages wurde er zum Ehrenmitglied ernannt. Löwengard war  Gründungsmitglied und zeitweilig auch Vorstand der Hamburger Ortsgruppe des Bundes Deutscher Architektinnen und Architekten.  Darüber hinaus gehörte er der Fassadenkommission für die Mönckebergstraße und dem Sachverständigenbeirat der Baupflege an.

## Bauten (Auswahl)
- Wohnhaus Harvestehuder Weg 57, Hamburg-Harvestehude
- Wohnhaus Bellevue 30, Hamburg-Winterhude
- Wohnhäuser Leinpfad 3, 4, 6, 9a, Hamburg-Winterhude
- Wohnhaus Sierichstraße 177 (von der Familie bewohnt), Hamburg-Winterhude
- Martin-Brunn-Stift, Frickestraße 24a–c, Hamburg-Eppendorf
- Martha-Helenen-Heim, Norderstraße, Hamburg-St. Georg
- Arbeiterinnen-Heim, Dorotheenstraße 137, Hamburg-Winterhude
- Büro- und Geschäftshaus Neuer Wall 44 (Kirsten-Haus), Hamburg-Neustadt
- Kontorhaus Rathaushörn, Mönckebergstraße 22, Hamburg-Altstadt
- Villa Gans, Bad Homburg vor der Höhe
- Firmengebäude der Cassella-Werke, Frankfurt am Main
- Villa Bonn, Katharinenstraße 7, Kronberg im Taunus (heutiges Rathaus)